# Валеріан Аббенський
Валеріан Аббенський (377—460) — християнський святий, мученик. Шанується католицькою, православною і лютеранською церквами.

## Опис
Валеріан був єпископом Аббенси в області Зевгітана в Північній Африці. Король вандалів Гейзеріх, який сповідував аріанство, наказав конфіскувати все церковне майно. Валеріан неодноразово відмовлявся віддати церковне начиння. Тоді Гейзеріх видав едикт, за яким наказав вигнати 80-річного Валеріана з міста і заборонив давати йому притулок і їжу. Валеріан, ще декілька років жив без притулку, поки не помер у 457 або 460 році.